# Syntomeida amphitrite
Syntomeida amphitrite là một loài bướm đêm thuộc phân họ Arctiinae, họ Erebidae.